# Marcus Cassirer
Marcus Cassirer (geboren 1809 in Bujaków, Kreis Beuthen, (Oberschlesien); gestorben am 20. Oktober 1879 in Breslau) war ein deutscher Industrieller aus der Familie Cassirer, der als Webstuhl- und Tuchproduzent vor allem in Schwientochlowitz und später als Liqueurproduzent in Schlesien aktiv war.

## Leben
Marcus Cassirer war der zweite von sieben Söhnen des Moses ben Loebel Cassirer (1771–1852) und dessen Frau Pesel Salomon, geborene Friedländer (1771–1852). Marcus Cassirer ließ sich zuerst in Königshütte (heute Chorzów) nahe Kattowitz (heute Katowice) nieder. In Schwientochlowitz (heute Świętochłowice und 1869 zu Königshütte eingemeindet) stellte Marcus Cassirer Webstühle her und handelte mit Textilien.
Mit seiner Familie ging er schließlich zwischen 1857 und 1860 nach Breslau, da die Stadt für ihn als jüdischen Geschäftsmann größere wirtschaftliche Möglichkeiten bot. Er eröffnete dort die Marcus Cassirer & Co. Liqueurfabrik, in der ab 1866 seine Söhne Louis und Julius als Prokuristen eingetragen waren. Louis machte sich zudem bereits 1861 selbstständig und baute am zentralen Blücherplatz eine Webstuhl- und Textilmanufaktur auf. Eduard, der dritte Sohn von Marcus Cassirer, eröffnete 1872 ein Holzgeschäft und nach einem Umzug in den Bereich außerhalb des Stadtwalls 1874 als Dampfsägewerk und Holzhandlung Cassirer Söhne war auch dessen Bruder Salo Teilhaber.
Der Vater Marcus Cassirer setzte sich als Teilhaber der nun von seinen Söhnen geleiteten Liqueurfabrik zur Ruhe, er starb am 20. Oktober 1879 in Breslau.

## Ehe und Nachkommen
Marcus Cassirer heiratete 1835 Jeanette Steinitz, die 1813 in Gleiwitz geboren wurde. Die Eheleute hatten insgesamt zehn Kinder, darunter Louis, Julius, Eduard, Salo, Isidor und Max. Ihre Tochter Julie heiratete Otto Bondy, der aus einer bekannten Prager und später Wiener Industriellenfamilie stammte, und war die Mutter des Malers und Kunstsammlers Walter Bondy. Marcus Cassirers Ehefrau starb 1889, zehn Jahre nach ihm, ebenfalls in Breslau. Zu ihren Nachkommen zählen zahlreiche bedeutende Industrielle, Kunsthändler und Philosophen (siehe dazu Familie Cassirer).

## Belege
1. 1 2 3  Sigrid Bauschinger: Die Cassirers. Unternehmer, Kunsthändler, Philosophen. C.H.Beck, München 2015; S. 13–15. ISBN 978-3-406-67714-4.
2. 1 2 3 4  Sigrid Bauschinger: Die Cassirers. Unternehmer, Kunsthändler, Philosophen. C.H.Beck, München 2015; S. 445. ISBN 978-3-406-67714-4.
3. ↑  Sigrid Bauschinger: Die Cassirers. Unternehmer, Kunsthändler, Philosophen. C.H.Beck, München 2015; S. 20. ISBN 978-3-406-67714-4.

| Personendaten    | Personendaten                           |
| ---------------- | --------------------------------------- |
| NAME             | Cassirer, Marcus                        |
| KURZBESCHREIBUNG | deutscher Textil- und Webstuhlfabrikant |
| GEBURTSDATUM     | 1809                                    |
| GEBURTSORT       | Bujaków                                 |
| STERBEDATUM      | 20. Oktober 1879                        |
| STERBEORT        | Breslau                                 |